# هامش ضيق (فلم)
هامش ضيق (بالإنجليزية: Narrow Margin) فيلم إثارة وجريمة أمريكي لعام 1990، من إخراج بيتر هيامز، الفيلم هو اقتباس من فيلم صدر عام 1952 تحت نفس العنوان، ويحكي قصة نائب المدعي العام في لوس أنجلوس الذي يحاول إبقاء شاهد جريمة قتل في مأمن من القتلة أثناء سفره عبر البرية الكندية على متن قطار. الفيلم من بطولة جين هاكمان وآن آرتشر.

## طاقم التمثيل
- جين هاكمان: في دور روبرت كولفيلد.
- آن ارتشر: في دور كارول هونيكوت.
- جيمس سيكينج: في دور نيلسون.
- جي تي والش: في دور مايكل تارلو.
- إميت والش: في دور بنتي.
- سوزان هوجان: في دور ويلر.
- نايجل بينيت: في دور جاك ووتون.
- جيه ايه بريستون: في دور مارتن لارنر.
- هاريس يولين: في دور ليو واتس.[3]

## ملخص أحداث الفيلم
امرأة تشهد سرًا مقتل صديقها في أول موعد لهما على يد زعيم كبير في المافيا. إختبأت على الفور دون إبلاغ السلطات. عندما لحقوا بها أخيرًا، لم تكن مستعدة للشهادة على ما رأته، لكن المافيا تتبعها وهي برفقة نائب المدعي العام، حيث تستقل قطارًا يسافر عبر كندا.

## إستقبال الفيلم
منح موقع الطماطم الفاسدة تقييم للفيلم بلغ 57% بناء على آراء 21 ناقد.

## وصلات خارجية
- مقالات تستعمل روابط فنية بلا صلة مع ويكي بيانات